# Spacke

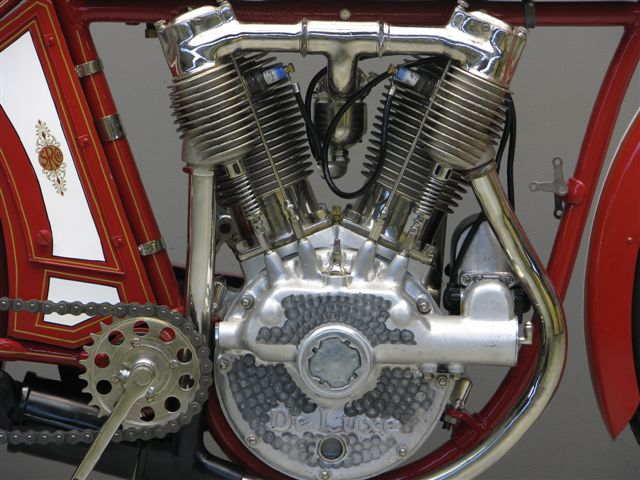
Spacke 1157 cc kop/zijklep V-twin met De Luxe opschrift in een Sears motorfiets uit 1913

Spacke is een historisch Amerikaans motorfietsmerk. Het werd gefabriceerd door de Spacke Motorcycle Company te Indianapolis, Indiana (1911-1915). De oprichter van het bedrijf was Fred W. Spacke (Cincinnati, 1 januari 1872 - Indianapolis, 19 januari 1915). Na zijn overlijden aan de gevolgen van tuberculose werd het bedrijf onder zijn naam voortgezet tot 1920. In 1919 en 1920 produceerde de 'Spacke Machine & Tool Co.' twee auto's, eenvoudige tweezitters. In 1920-1921 fungeerde het bedrijf als autofabriek onder de naam Brook.

## Motortypen
Dit Amerikaanse merk produceerde 550 cc kop/zijkleppers en 980- en 1157 cc V-twins. Er werden ook inbouwmotoren aan andere merken geleverd, zoals Sears, De Luxe (Chicago), Crawford, Eagle en De Luxe (Healing, Victoria).